# Lavongaimunia
Lavongaimunia (Lonchura nigerrima) är en fågel i familjen astrilder inom ordningen tättingar.

## Utbredning och systematik
Fågeln förekommer på New Hanover i Bismarckarkipelagen. Den behandlas som monotypisk, det vill säga att den inte delas in i några underarter. Arten behandlades tidigare ofta som del av Lonchura hunsteini, men urskiljs allt oftare som egen art.

## Status
Tidigare kategoriserades den som livskraftig, men sedan 2016 behandlar IUCN den som underart till fjällhuvad munia (L. hunsteini), varför den inte längre placeras i någon egen hotkategori.